# Иларион (Голубович)
Митрополит Иларио́н (в миру Боян Голубович, серб. Бојан Голубовић; 26 мая 1974, Заечар) — епископ Сербской православной церкви, митрополит Тимокский.

## Биография
Родился в 1974 году в городе Заечаре, Сербия, Югославия. Окончил начальную и среднюю электротехническую школы в родном городе.
Затем поступил в Монастырь Црна-Река, где знакомился с монашеской жизнью до призыва в войска в сентябре 1993 года.
По окончании военной службы в 1994 году поступил в монастырь Буково. 1 января 1997 года принял монашество. 1 мая того же года был рукоположён в сан иеродиакона. 19 декабря того же года — рукоположён в сан иеромонаха. В 1998 году был назначен настоятелем Буковской обители.
В 2002 году был возведен в сан протосингела, а в 2006 года — в сан архимандрита. С 2009 года исполнял послушание архиерейского наместника.
Смиренно, терпеливо и тщательно обновлял монастырь и собирал в него братию. Значительную часть монастырского келейного корпуса построил своими руками. Кроме рядовых монашеских послушаний и обязанностей, трудился в иконописной и столярной мастерских. В свободное время также занимался фотографией.
В 2009 году поступил на Богословского факультета Белградского университета, который окончил в июле 2013 года, после чего остался там же в магистратуре.
24 мая 2014 года на Архиерейском Соборе Сербской Православной Церкви был избран епископом Тимокским.
9 августа того же года в Богородице-Рождественском кафедральном соборе в Заечаре состоялось его наречение во епископа Тимокского.
10 августа того же года в Богородице-Рождественском кафедральном соборе в Заечаре хиротонисан во епископа Тимокского. Хиротонию совершили: Патриарх Сербский Ириней, митрополит Черногорско-Приморский Амфилохий (Радович), епископ Жичский Иустин (Стефанович), епископ Брегалницкий Марк (Кимев), епископ Рашско-Призренский Феодосий (Шибалич), епископ Моравичский Антоний (Пантелич) и епископ Белоградчикский Поликарп (Петров) (Болгарская православная церковь). В тот же день и в том же месте состоялось его настолование.